# Seconda battaglia di Tiburon
La seconda battaglia di Tiburon fu un episodio della rivoluzione haitiana.

## La battaglia
Venuti da Les Cayes, i repubblicani comandati dal generale André Rigaud, forte di 2000 uomini ed accompagnato da due cannoni attaccarono la città di Tiburon il 16 aprile 1794, alle tre del mattino. La città ad ogni modo, occupata dagli anglo-realisti, si difese in maniera accanita e poté respingere i repubblicani che lasciarono sul campo 170 uomini; Rigaud stesso venne ferito. Anche gli inglesi subirono delle perdite lasciando sul campo 28 soldati europei ed un centinaio di feriti 109, oltre ad un centinaio di combattenti di colore guidati da Jean Kina.